# Presbytérianisme

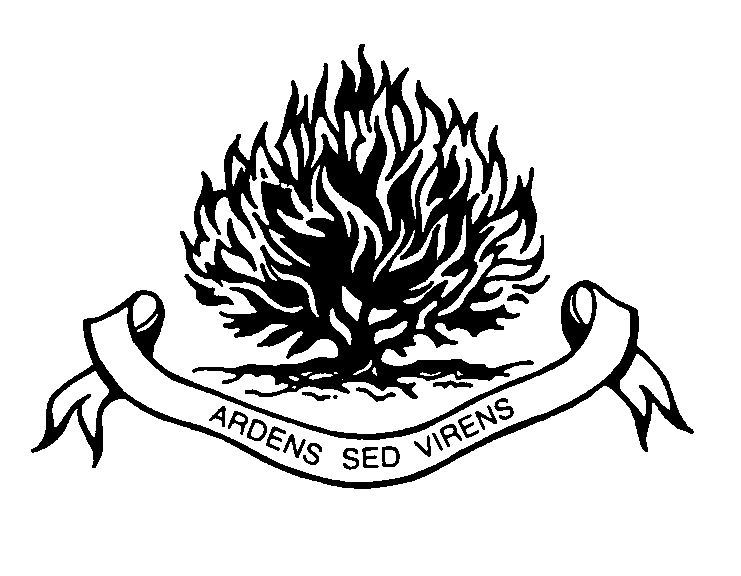
Le buisson ardent est un symbole largement utilisé par les Églises presbytériennes comme par les Églises réformées, ici par l'Église presbytérienne en Irlande. L'inscription latine ardens sed virens signifie « brûlant mais florissant ». Une version plus ancienne de cette devise utilisée par les réformés français était Flagror non consumor (« il brûle mais ne se consume pas »).

Le presbytérianisme est une forme du protestantisme calviniste qui s'est développée en Écosse puis, notamment, en Irlande du Nord et aux États-Unis. Les bases théologiques et ecclésiales en sont communes avec les églises réformées, mais l'usage a consacré le terme presbytérien pour désigner les églises, essentiellement anglophones, qui se situent dans une tradition héritée de l’Église d'Écosse. Les calvinistes anglais, qui sont généralement appelés puritains, sont pour la plupart restés au sein de l’Église d'Angleterre, qui conserve une confession de foi calviniste, la Confession de foi de Westminster, excepté ceux qui ont voulu rendre l’Église totalement indépendante de l’État, qui sont devenus les congrégationalistes (aussi appelés independents ou non-conformistes). Les efforts missionnaires très importants des presbytériens ont conduit à la création de nombreuses Églises presbytériennes dans le monde.

## Étymologie et raison d'être du terme «presbytérien»
Les Églises presbytériennes doivent leur nom à leur forme d'organisation, le mot anglais Presbytery signifiant « consistoire ».
Inspiré directement par Jean Calvin, au travers du réformateur écossais John Knox, le presbytérianisme rejette sur un plan dogmatique l'organisation hiérarchique du clergé de l'Église catholique (diacre, prêtre, évêque, etc.) et lui substitue des paliers décisionnels (du local au national). Chaque communauté locale possède son conseil ou consistoire. Dans les Églises organisées selon le système presbytérien synodal, une assemblée des représentants des consistoires forme un synode, et si la taille de l’Église l'exige, un synode national ou synode général regroupe les synodes. Le synode général est alors le détenteur du pouvoir décisionnel dans l’Église.
Cette forme d'organisation, dite système presbytérien synodal, est censée permettre une meilleure représentation des fidèles dans la direction de l'Église. Elle est sous-tendue sur le plan dogmatique par la notion de sacerdoce universel qui reconnaît à chaque fidèle un ministère ecclésiastique distinct, sans hiérarchie. Elle est apparue pour la première fois avec Calvin à Genève et s'est développée par la suite au XVIe siècle en Écosse (avec John Knox), mais aussi en France (avec les huguenots) et aux Pays-Bas. Elle s'est aujourd'hui étendue au-delà, notamment à l’Église anglicane et à beaucoup d’Églises luthériennes, baptistes et autres.
Toutefois, dans l'usage, le terme « presbytérianisme » ou « presbytérien » reste limité aux églises, essentiellement anglophones, qui se situent dans une tradition héritée de l’Église d'Écosse, à quoi s'ajoutent de par le monde, les églises parfois non anglophones, issues des missions presbytériennes.
En Écosse, le terme kirk est généralement utilisé pour désigner une église presbytérienne locale. De manière informelle, le terme « The Kirk » désigne l'Église d'Écosse.

## Doctrine et croyances

### Orientation doctrinale
La théologie presbytérienne est fondée sur le calvinisme, importé au XVIe siècle en Écosse par John Knox après ses séjours à Genève aux côtés de Jean Calvin dans les années 1553-1556. Curieusement, ce sont les persécutions mariales qui l'ont contraint à quitter l’Écosse et lui ont permis de se familiariser pleinement avec la théologie de Jean Calvin.
Certaines traditions presbytériennes ne retiennent, pour caractériser leur doctrine, que la Confession de foi de Westminster, qui est la confession de foi historique des presbytériens comme des anglicans. De nombreuses confessions presbytériennes, particulièrement en Amérique du Nord, ont adopté l'ensemble des canons de Westminster comme subordinate standards (normes doctrinales subordonnées à la Bible, qui vient toujours en première place), à savoir la Confession de foi de Westminster, le grand catéchisme de Westminster et le petit catéchisme de Westminster. Ces documents sont calvinistes dans leur orientation doctrinale. L'église presbytérienne du Canada conserve la confession de foi de Westminster dans sa forme originale, tout en admettant que la période historique dans laquelle elle a été écrite doit être comprise lorsqu'elle est lue.
Dans l'Église d'Écosse, la Confession de foi de Westminster est « la principale norme subordonnée de l'Église », mais « en tenant dûment compte de la liberté d'opinion sur les points qui n'engagent pas la substance de la foi ». Cette formulation résulte de nombreuses années de lutte sur la mesure dans laquelle la confession reflète la Parole de Dieu et des cas de conscience de ceux qui ne croyaient pas que c'était complètement le cas (par exemple William Robertson Smith). Certaines Églises presbytériennes, telles que l’Église libre d'Écosse, n'ont pas de telle « clause de conscience ».
L’Église presbytérienne aux États-Unis a adopté un Livre des confessions, qui inclut d’autres confessions réformées en plus des canons de Westminster parmi lesquelles des confessions réformées du XVIe siècle (la Confession écossaise, le Catéchisme de Heidelberg, la Deuxième Confession Helvétique) et d'autres du XXe siècle (Déclaration de Barmen, Confession de foi adoptée en 1967 par l’Église presbytérienne (États-Unis)).
L'Église presbytérienne au Canada a élaboré le document confessionnel Living Faith (1984) et le conserve comme norme subordonnée de la confession. Il a un format confessionnel, mais, comme la Confession de Westminster, il attire l'attention sur le texte original de la Bible.
Les presbytériens d’Irlande qui ont rejeté le calvinisme et les confessions de Westminster ont formé l’Église presbytérienne d'Irlande.

### Sacrements

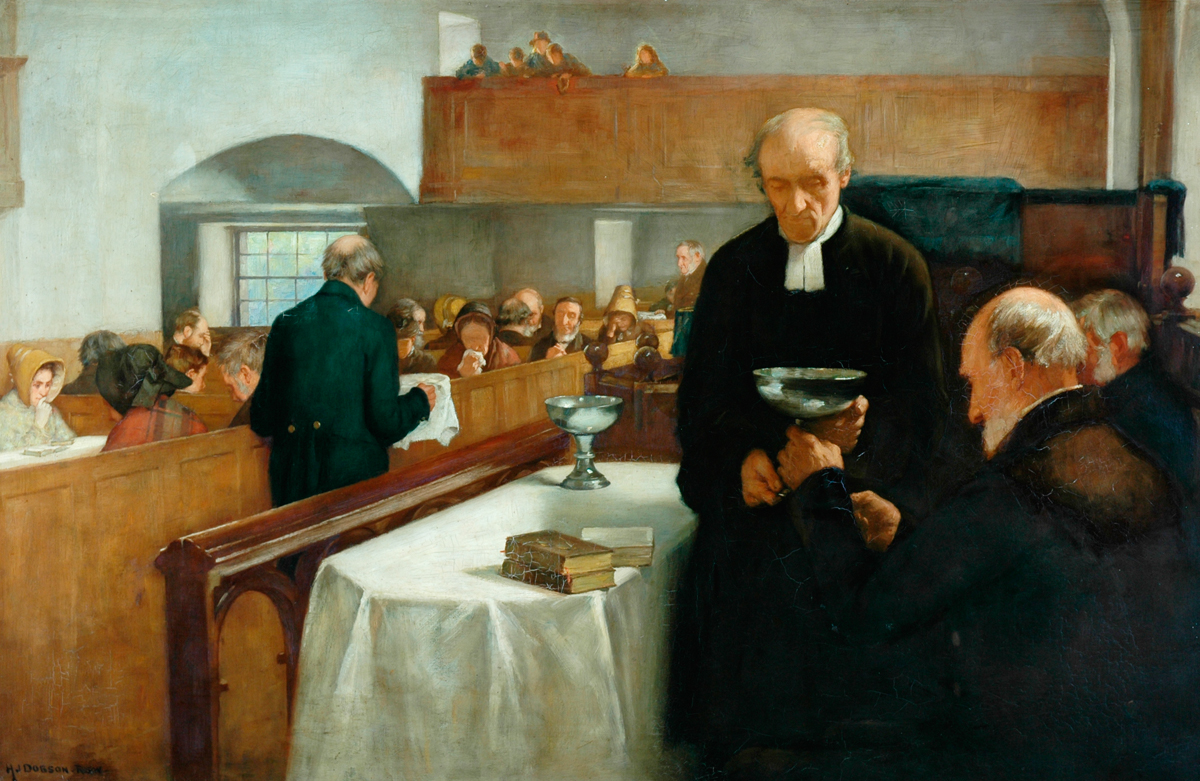
Un sacrement écossais, peinture de Henry John Dobson

Dans la ligne de Jean Calvin et de John Knox, les presbytériens sont unis sur la question des sacrements au nombre de deux :
- le baptême, généralement pratiqué par aspersion ou affusion plutôt que par immersion, sur les enfants. On recueille alors les engagements des parents, parrain et marraine.
- La sainte cène (ou communion), dans lequel ils croient que le Christ est présent par le Saint-Esprit, par opposition à la présence matérielle.

### Services religieux

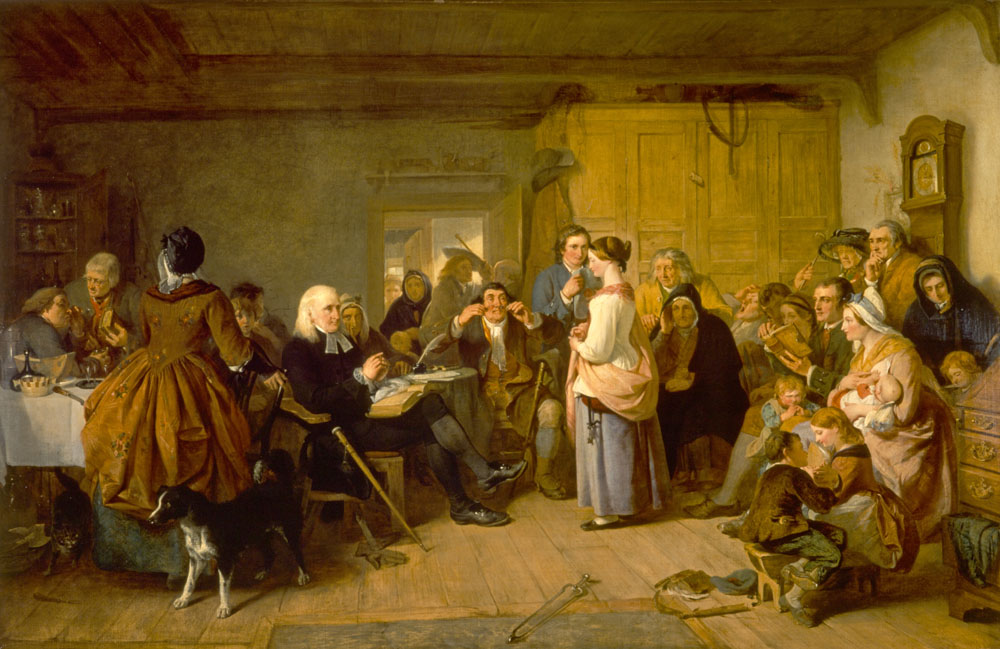
Catéchèse presbytérienne au XIXe siècle.

Historiquement, le principe moteur dans l'élaboration des normes du culte presbytérien est le principe régulateur du culte élaboré par Jean Calvin et John Knox, qui spécifie que, dans le culte, ce qui n'est pas commandé est interdit.
Les confessions presbytériennes qui retracent leur héritage aux îles britanniques organisent leurs services religieux en s'inspirant des principes d'ordre du culte établis par l'Assemblée de Westminster dans les années 1640. Ce texte a documenté les pratiques et la théologie du culte réformé adoptées et développées au cours du siècle précédent par les Puritains britanniques, initialement guidées par Jean Calvin et John Knox. Il a été promulgué comme loi par le Parlement écossais et est devenu l'un des documents fondateurs de la discipline des églises presbytériennes.
Au cours des siècles suivants, de nombreuses Églises presbytériennes ont modifié ces prescriptions en introduisant le chant d'hymnes en plus des psaumes, l'accompagnement instrumental et un certain cérémonial dans le culte. Il n'y a donc pas de style de culte presbytérien fixe. La plupart des Églises presbytériennes suivent le Calendrier liturgique traditionnel et observent les fêtes traditionnelles, les saisons saintes telles que l’Avent, Noël, le mercredi des Cendres, la Semaine Sainte, Pâques, la Pentecôte, etc. Les anciennes prières liturgiques et les répons aux services de communion et suivent un lectionnaire quotidien, saisonnier et festif. Certains presbytériens conservateurs, cependant, tels que les Églises presbytériennes réformées, pratiqueraient encore la psalmodie a cappella, en plus d'éviter la célébration des jours saints.
Dans certaines églises protestantes et évangéliques où participent des presbytériens, des vêtements sacerdotaux ont été réintroduits et la robe pastorale noire traditionnelle a été remplacée par des vêtements tels que l'aube, la chasuble, voire la soutane et le surplis, que certains considèrent comme représentatives d'un passé plus œcuménique.

## Architecture presbytérienne

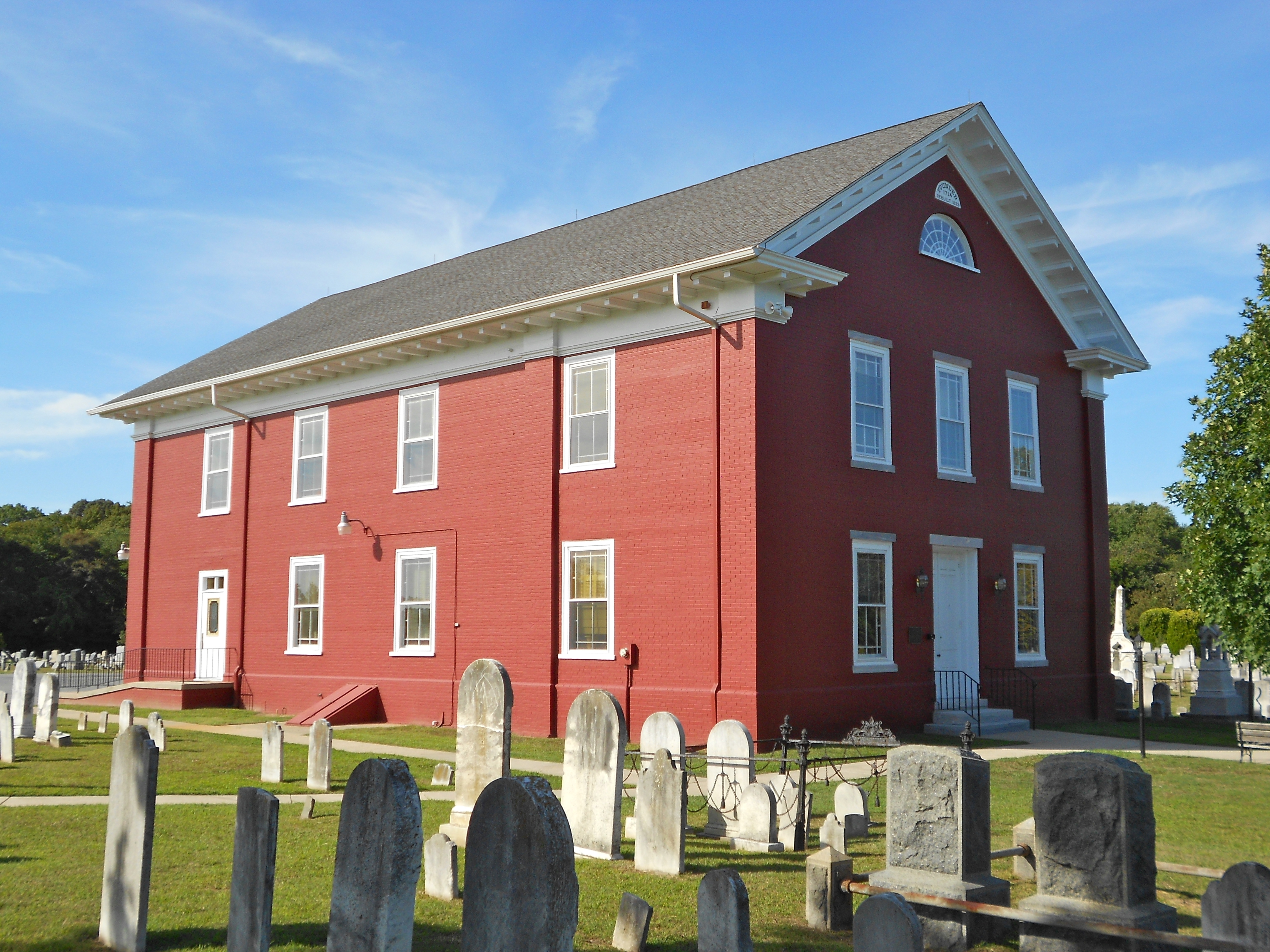
L'Église presbytérienne de Cold Spring près de Cape May (New Jersey), reconstruite en 1823.

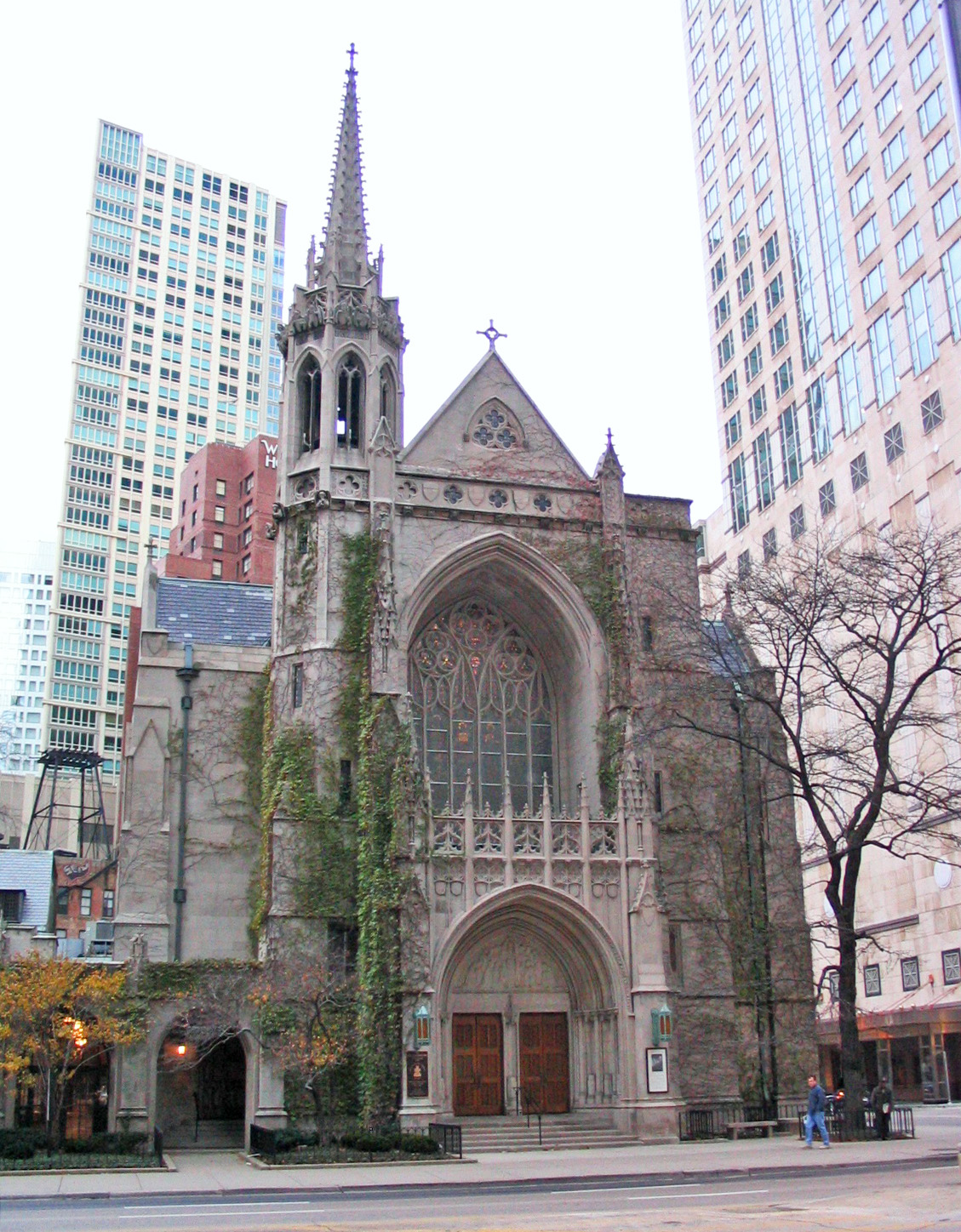
Quatrième église presbytérienne (Chicago), édifiée en 1914.

Les premiers presbytériens faisaient soigneusement la distinction entre « l'église », qui se référait aux personnes et la « salle d'assemblée », qui était le bâtiment dans lequel l'église se réunissait, que les réformés francophones appelaient, pour les mêmes raisons, « le temple ». Les quakers ont conservé ce vocabulaire de « maison d'assemblée ». Jusqu'à la fin du XIXe siècle, les maisons d'assemblée (maintenant appelées églises) sont restées très simples, tant extérieurement qu'intérieurement, la décoration intérieure dépouillée permettant aux fidèles de se concentrer sur le culte et la prière : aucun vitrail, aucun mobilier élaboré et aucune image ne s'y trouvaient. La chaire, souvent surélevée et uniquement accessible par un escalier, était la pièce maîtresse du mobilier. (Voir par exemple l'Église presbytérienne de Cold Spring ci-contre.)
À la fin du XIXe siècle, un changement progressif a commencé à se produire. Des congrégations prospères, notamment aux États-Unis, ont construit des églises imposantes, comme la quatrième église presbytérienne de Chicago ou l'église presbytérienne de la cinquième avenue à New York, et bien d'autres.
Les églises presbytériennes ne possèdent pas de statues de saints, ni d'autel orné, typique des églises catholiques. En son lieu et place, on trouve une « table de communion », généralement au même niveau que la congrégation. Il peut y avoir un chancel entre la table de communion et le « chœur » derrière elle, qui peut contenir une table de type autel plus décorative, un chœur ou des stalles de chœur, un lutrin et un espace réservé aux pasteurs. Des fonts baptismaux se trouvent soit à l'entrée, soit à proximité du chœur.
L'architecture presbytérienne fait un usage important du symbolisme. Dans une église réformée, il peut y avoir une croix d'autel, soit sur la table de communion, soit sur une table du chœur. Il s'agit toujours de la croix « vide » ou croix de la résurrection, qui souligne le fait que le Christ est mort une fois pour toutes, est ressuscité et est depuis vivant pour toute l'éternité - s'opposant ainsi catégoriquement à l'actualisation quotidienne du sacrifice du Christ de la messe catholique. Certaines églises presbytériennes sont aussi décorées d'une croix dont le centre est entouré d'un cercle ou croix celtique. Outre la résurrection, ce symbole rappelle les aspects historiques du presbytérianisme. On peut trouver dans les églises presbytériennes des vitraux décoratifs représentant des scènes de la Bible. Certaines églises presbytériennes auront également des statues ornées de Christ ou des bas-reliefs représentant la première Cène située derrière le chœur.

## Églises presbytériennes dans le monde
Le presbytérianisme regrouperait dans les années 2020 environ 40 millions de fidèles : Liste de confessions chrétiennes presbytériennes (en).

### Royaume-Uni et Europe

#### Écosse
En 1559, John Knox (1505-1572), Écossais exilé en 1553 en raison des persécutions de Mary Tudor, qui a étudié auprès de Calvin à Genève pendant son exil, est rentré en Écosse et a exhorté ses compatriotes à réformer l'Église conformément aux doctrines calvinistes. Après une période de convulsions religieuses et de conflits politiques qui aboutissent à la victoire du parti protestant, l'autorité de l'Église catholique est abolie en faveur de la Réforme par décision du Parlement écossais en 1560. L’église est finalement réorganisée par Andrew Melville selon les principes calvinistes (donc presbytériens) pour devenir l’Église d'Écosse actuelle. Toutefois le roi Jacques VI d’Écosse devenu Jacques Ier d’Angleterre pousse l'Église d'Écosse vers une forme de gouvernement épiscopale et, en 1637, son successeur Charles Ier et William Laud, l’Archevêque de Cantorbéry, tentent de forcer l'Église d'Écosse à utiliser le Livre de la prière commune (Book of Common Prayer). Il en résulte une insurrection armée avec les nombreux écossais qui signent le Solemn League and Covenant (en) (l’« Alliance et ligue solennelle »). Les convenantaires restent au pouvoir en Écosse pendant près de dix ans et apportent un soutien militaire à l’armée des parlementaires (Têtes-Rondes) pendant la guerre civile anglaise. Après la restauration de la monarchie en 1660, Charles II rétablit une forme de gouvernement épiscopal sur l'Église d’Écosse malgré le soutien qu'il a reçu initialement de la part des covenantaires.

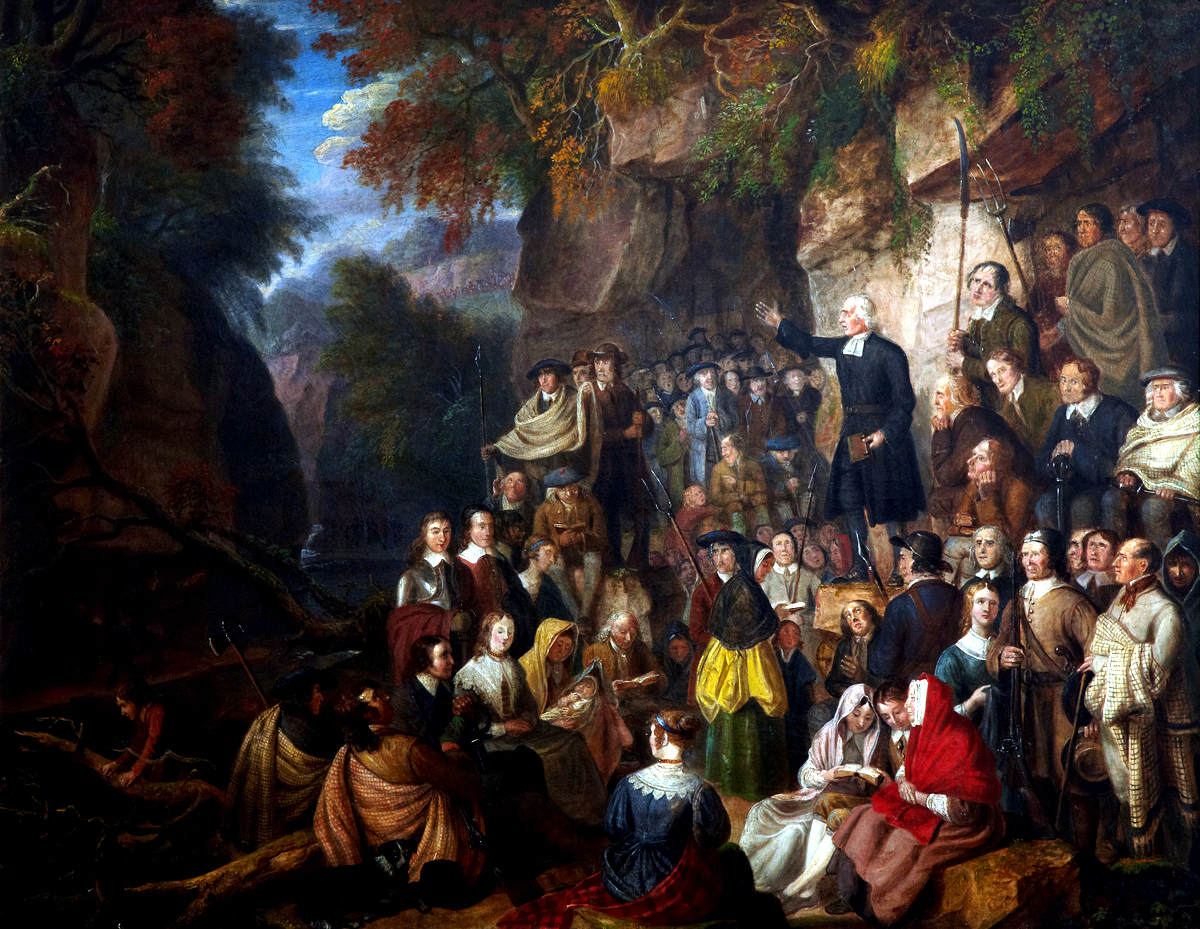
Une réunion clandestine de covenantaires.

Cependant, après la seconde révolution anglaise de 1688-89, l'Église d'Écosse est reconnue définitivement sans équivoque comme une institution presbytérienne par le monarque, en raison du soutien presbytérien écossais à la révolution susmentionnée et aux Actes d'Union de 1707 entre l'Écosse et l'Angleterre qui garantissent à l'Église d'Écosse la pérennité de leur gouvernement presbytérien synodal. Cependant, en 1711, la législation du parlement du Royaume-Uni autorisant le « patronage » (l’intervention des nobles et des notables dans la nomination des pasteurs) entraîne des scissions dans l’Église d’Écosse. En 1733, lors de ce qu’on appelle la première sécession (en), un groupe de pasteurs se sépare de l’Église d’Écosse pour former the associate presbytery (« le consistoire associé »). Un autre groupe forme en 1761 l’"Église du secours" (Relief Church), et un autre groupe, très massif (450 pasteurs) lors de la disruption de 1843, pour former l'Église libre d'Écosse. D'autres divisions ont lieu, en particulier sur des questions théologiques, mais la plupart des presbytériens en Écosse se réunissent en 1929 par l'union de l'Église d'Écosse établie et de l'Église libre unie d'Écosse.
Les confessions presbytériennes en Écosse aujourd'hui sont l'Église d'Écosse et plusieurs Églises libres qui sont des fractions des Églises séparées qui ont refusé l’union avec l’Église d’Écosse : l'"Église libre d'Écosse" (après 1900), l'"Église libre unie d'Écosse", l'"Église libre d'Écosse (continuée)", l'"Église presbytérienne libre d'Écosse", l'"Église presbytérienne associée" et l'"Église presbytérienne réformée d'Écosse".

#### Angleterre
En Angleterre, le presbytérianisme a été établi en secret dès 1592. Thomas Cartwright semble avoir été le premier presbytérien en Angleterre. Ses conférences controversées à Université de Cambridge condamnant la hiérarchie épiscopale de l'Église élisabéthaine lui ont valu d'être privé de son poste par l'archevêque John Whitgift et de devoir s’exiler. Entre 1645 et 1648, une série d'ordonnances du Long Parlement établit le presbytérianisme comme étant la base d’organisation de l'Église d'Angleterre. Bien que le Parlement n'a jamais imposé la mise en place du système presbytérien en Angleterre celui-ci fut institué à Londres et dans le Lancashire et dans quelques autres régions en Angleterre. Les presbytériens anglais ont également été appelés puritains, en raison du fait qu’ils voulaient purifier... Le rétablissement de la monarchie en 1660 amena le retour d’une forme épiscopale de gouvernement de l'église en Angleterre (et en Écosse pendant un temps). Les conséquences en furent d’une part une « éjection » massive des puritains vers des églises presbytériennes séparées de l’Église d’Angleterre dans le cadre du mouvement non-conformiste ou dissident, mais aussi une émigration vers le Nouveau Monde : entre 1630 et 1641, 21 000 presbytériens émigrèrent principalement vers la colonie de la baie du Massachusetts. En 1719, la controverse de Salter's Hall opposa les points de vue unitarien et trinitarien, et provoqua une scission majeure, la majorité se ralliant aux points de vue trinitaires défendu notamment par Thomas Bradbury dans plusieurs de ses sermons. Toutefois, au XVIIIe siècle, de nombreuses congrégations presbytériennes anglaises étaient devenues unitariennes.
Aux XIXe et XXe siècles, un certain nombre de nouvelles églises presbytériennes ont été fondées par des immigrants écossais en Angleterre. Après la disruption de 1843, beaucoup de membres de l'Église d'Écosse rejoignirent finalement l'Église presbytérienne d'Angleterre en 1876. Seules quelques paroisses n’ont pas rejoint la confession anglaise, ce qui explique pourquoi il existe en Angleterre des congrégations de l’Église d’Écosse, notamment à Londres : Crown Court, St Columba's, Knightsbridge, sans oublier, au cœur du quartier financier de Londres, la London City Presbyterian Church, affiliée à la Free Church of Scotland.
En 1972, l'Église presbytérienne d'Angleterre (PCofE) s'est unie à l'Église congrégationaliste d'Angleterre et du pays de Galles pour former l'Église réformée unie (URC). L'URC est également présente en Écosse, principalement dans les anciennes églises congrégationalistes.
Quelques nouvelles confessions adoptant le système presbytérien synodal se sont organisées en Angleterre ces dernières années, y compris l’Église presbytérienne internationale plantée par le théologien évangélique Francis A. Schaeffer (en) de l’Abri dans les années 1970 et l’Église évangélique presbytérienne d'Angleterre et du pays de Galles fondée dans le nord de l'Angleterre à la fin des années 1980.

#### Pays de Galles
Au Pays de Galles, le presbytérianisme est représenté par l’Église presbytérienne du pays de Galles, composée à l'origine principalement de méthodistes calvinistes qui adhéraient à la théologie calviniste plutôt qu’à l'arminianisme des méthodistes wesleyens. Ils se sont séparés de l'Église d'Angleterre en 1811, en consacrant leurs propres pasteurs. À l'origine, ils étaient connus sous le nom de réseau méthodiste calviniste (Methodist Calvinist Connection) et, dans les années 1920, ils devinrent alternativement l'Église presbytérienne du pays de Galles.

#### Irlande
Le presbytérianisme est la plus grande confession protestante d'Irlande du Nord et la deuxième en Irlande après l'Église d'Irlande (anglicane). Il y a été implanté par des colons écossais qui avaient été fortement encouragés à émigrer par Jacques Ier, roi d'Irlande et d'Angleterre. Environ 100 000 presbytériens écossais se sont installés dans les comtés du nord de l'Irlande entre 1607 et la bataille de la Boyne en 1690. Le (premier) consistoire d'Ulster a été créé en 1642. Église anglicane. Les presbytériens, de même que les catholiques romains d'Ulster et du reste de l'Irlande, ont souffert des lois pénales discriminatoires jusqu'à ce qu'elles soient révoquées au début du XIXe siècle. Le presbytérianisme est représenté en Irlande par l'Église presbytérienne d'Irlande, l'Église presbytérienne libre d'Ulster, l'Église presbytérienne non souscrivante d'Irlande, l'Église presbytérienne réformée d'Irlande et l'Église évangélique presbytérienne d'Irlande. Aux XVIIIe et XIXe siècles, des centaines de milliers d’Irlandais de souche écossaise ont émigré d’Ulster vers les États-Unis, quelque 300 000 de 1710 à 1812 et 1,4 million de plus jusqu’en 1899, apportant avec eux leur religion presbytérienne.

### Amérique du Nord

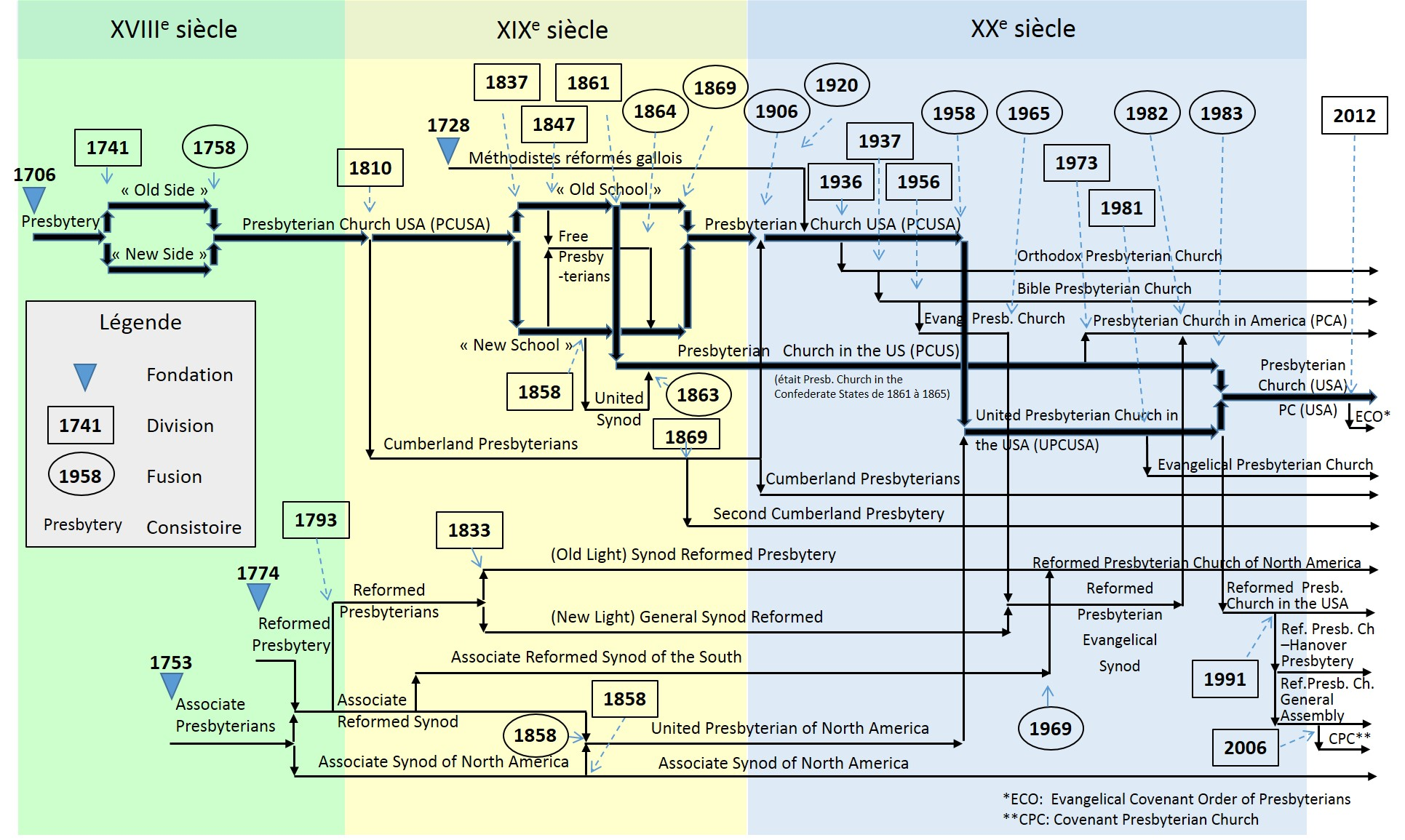
Schéma de l'évolution des différentes églises presbytériennes des États-Unis, à partir de l'information communiquée par the Presbyterian Historical Society de Philadelphie, Pennsylvanie.

#### États-Unis
Le presbytérianisme est arrivé dans les colonies anglaises d’Amérique en 1644, date où a été établie la première église presbytérienne, « Christ's First Presbyterian Church », à Hempstead, dans l’État de New York, par le pasteur Richard Denton. Le premier consistoire fut établi en 1706 à Philadelphie, puis deux autres furent créés et les trois consistoires se fédérèrent en un synode en 1717, selon les règles du système presbytéro-synodal de l’Église d’Écosse, puis, en 1789, la croissance de cette église la conduisit à se structurer au tour d’un synode général dit « Assemblée générale » et à devenir l’Église presbytérienne aux États-Unis d'Amérique (Presbyterian Church in the United States of America – PCUSA).
La plus grande confession presbytérienne américaine actuelle, l’Église presbytérienne (USA) (PC (USA)) est l’héritière de cette première Église presbytérienne, de même que les Églises suivantes qui s’en sont séparées à diverses occasions :
- soit à l’occasion du grand réveil ou du second grand réveil :
  - Église presbytérienne Cumberland (CPC), fondée en 1810 à la suite du second grand réveil, avec 709 paroisses et 71 000 membres[6]
  - Église presbytérienne Cumberland en Amérique, détachée de la précédente en 1974 pour former une Église afro-américaine, 153 paroisses[7]
- soit à l’occasion de la guerre de sécession et du conflit sur la tolérance ou non de l’esclavage aux États-Unis, mais ces divisions ont pris fin en 1983 lors de la création de la PC (USA),
- soit à l’occasion des polémiques moderniste-fondamentaliste des XIXe et XXe siècles :
  - Église presbytérienne orthodoxe (OPC), fondée en 1936, 273 paroisses, 534 pasteurs et 31 000 membres[8]
  - Bible Presbyterian Church (en) (BPC), détachée de la précédente en 1937, d’orientation fondamentaliste, revendiquant 18 paroisses et 3 500 membres
- soit encore, entre les années 1970 et 2012, en réaction à ce qui est perçu par de nombreux conservateurs comme une dérive libérale de la PC (USA) :
  - Église presbytérienne en Amérique (Presbyterian Church in America, PCA), fondée en 1973, deuxième plus importante église presbytérienne des États-Unis avec 1 912 paroisses, 4 882 pasteurs, 375 000 membres[9]
  - Église presbytérienne évangélique (EPC), fondée en 1981, revendiquant plus de 600 paroisses et 145 000 membres[10]
  - Evangelical Covenant Order of Presbyterians (en) (ECO), créée en 2012, revendiquant 367 paroisses, plus de 500 pasteurs et 121 000 membres[11]
  - Reformed Presbyterian Church in the United States (en) (RPCUS), créée en 1983, 3 paroisses[12]
  - Reformed Presbyterian Church General Assembly (en) (RPCGA), séparée de la précédente en 1991, 7 paroisses[13]
  - Reformed Presbyterian Church – Hanover Presbytery (en) (RPC-Hannover), séparée de la précédente en 1991, 14 paroisses[14]
  - Covenant Presbyterian Church (en) (CPC), séparée de la RPCGA ci-dessus en 2006, 13 paroisses[15].

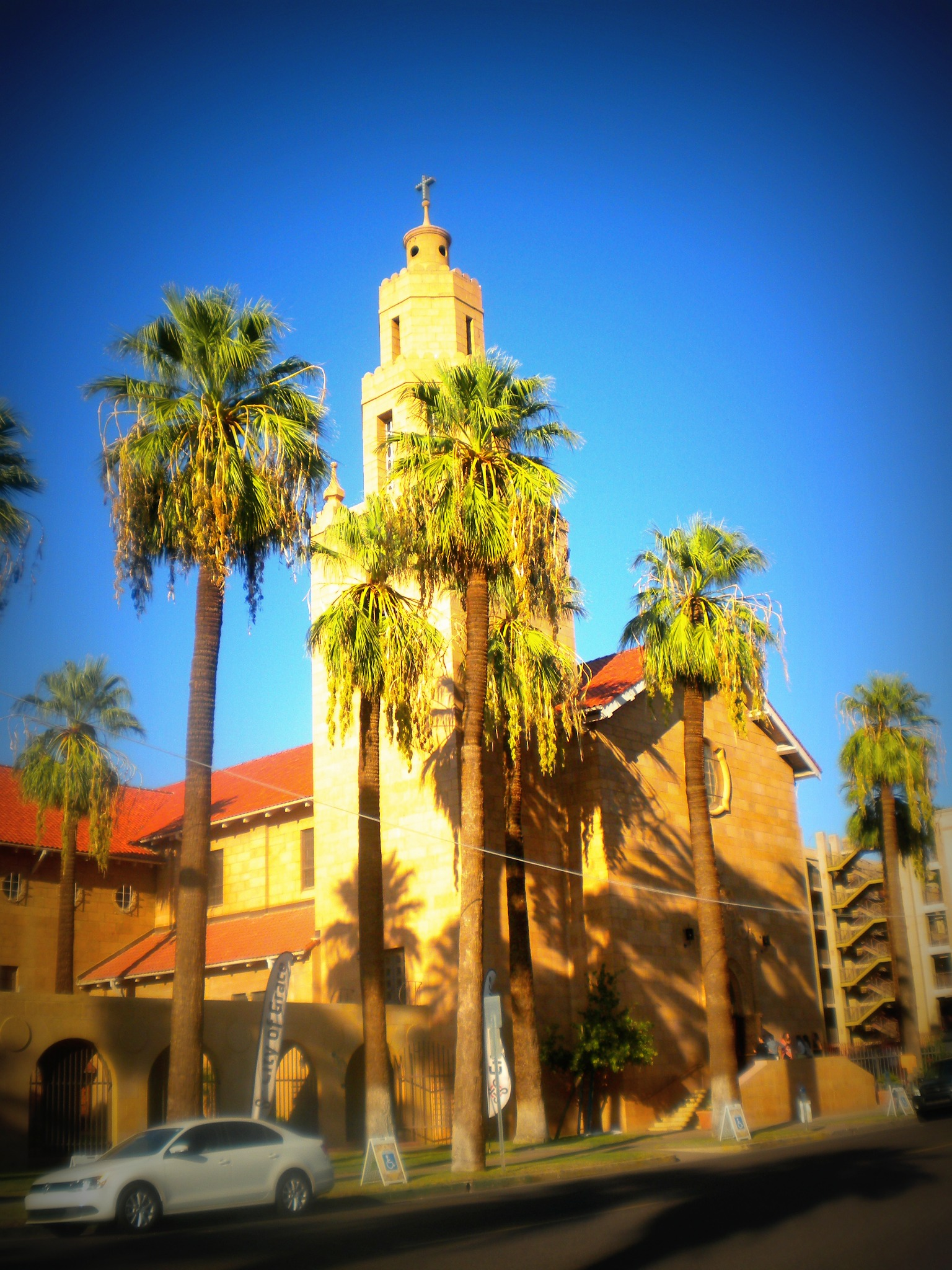
First Presbyterian Church à Phoenix, en Arizona

Certaines divisions étaient intervenues au sein de l’Église d’Écosse avant l’émigration aux États-Unis (voir au paragraphe sur l’Écosse ci-dessus), ces églises presbytériennes convenantaires ou sécessionnistes ont également migré et ont été fondées sur le sol américain respectivement en 1753 et en 1774. Certaines de ces Églises se sont réunies en tout ou partie aux Églises du premier groupe, notamment à la principale d’entre elles, l’Église presbytérienne (États-Unis), mais les Églises suivantes issues de ces traditions covenantaire et sécessionniste sont restées indépendantes à ce jour[Quand ?] :
- Reformed Presbyterian Church of North America (en) (RPCNA), 100 paroisses[16] et 7 000 membres[17]
- Associate Reformed Presbyterian Church (en) (ARP), fondée en 1810, 296 paroisses et 40 000 membres[18]
- Presbyterian Reformed Church (en), fondée en 1965 en Ontario, avec des paroisses au Canada et aux États-Unis, 7 paroisses[19]
- Westminster Presbyterian Church in the United States (en) (WPCUS), fondée en 2006 à l’instigation du théologien écossais John Murray
- Free Presbyterian Church of North America (en) (FPCNA), hostile à l’œcuménisme, fondée en 1951, 22 paroisses dont 9 au Canada.

À ces Églises issues de l’immigration écossaise et irlandaise, s’ajoutent de nouvelles Églises presbytériennes issues de l’immigration en provenance d’anciens champs de mission presbytériens :
- Korean American Presbyterian Church (en), fondée en 1978, 600 paroisses et 70 000 membres.

La principale Église presbytérienne américaine, l’Église presbytérienne (États-Unis) (PC (USA)), a connu, comme d’autres confessions protestantes dites « historiques », un déclin significatif de ses membres ces dernières années, près de la moitié en 40 ans selon certaines estimations. Pour une part, ces pertes se retrouvent dans les Églises sécessionnistes.
L'influence presbytérienne, en particulier à travers la théologie de Princeton, est manifeste dans l’évangélisme moderne. Selon Randall Balmer, l'évangélisme est un phénomène nord-américain par essence, résultant de la convergence du piétisme, du presbytérianisme et des vestiges du puritanisme. L'évangélisme a capté les caractéristiques particulières de chaque souche - la spiritualité chaleureuse des piétistes (par exemple), la précision doctrinale des presbytériens et l'introspection individualiste des puritains - alors même que le contexte nord-américain a profondément influencé les diverses manifestations de l'évangélisme : le fondamentalisme, le néo-évangélisme, le mouvement de sanctification, le pentecôtisme, le mouvement charismatique et diverses formes d'évangélisme afro-américain et hispanique. Dans la deuxième partie du XIXe siècle, le mouvement missionnaire presbytérien est devenu très dynamique. Par exemple, il s’est implanté fortement au nord du Mexique.

#### Canada
Au Canada, la plus grande confession presbytérienne - et en fait la plus grande confession protestante – était l'Église presbytérienne du Canada, formée en 1875 par la fusion de quatre groupes régionaux. En 1925, l'Église unie du Canada a été formée en réunissant la majorité des paroisses presbytériennes, en association avec l'Église méthodiste du Canada et l'Union congrégationaliste du Canada. Une importante minorité de presbytériens canadiens, principalement dans le sud de l'Ontario, s'est cependant retirée et s'est reconstituée en tant qu'organisme presbytérien indépendant continué. Ils ont repris l'usage du nom d'origine d'Église presbytérienne du Canada en 1939.
L'Église unie du Canada compte environ 2 millions de membres et l'Église presbytérienne du Canada environ 400 000.

### Amérique latine

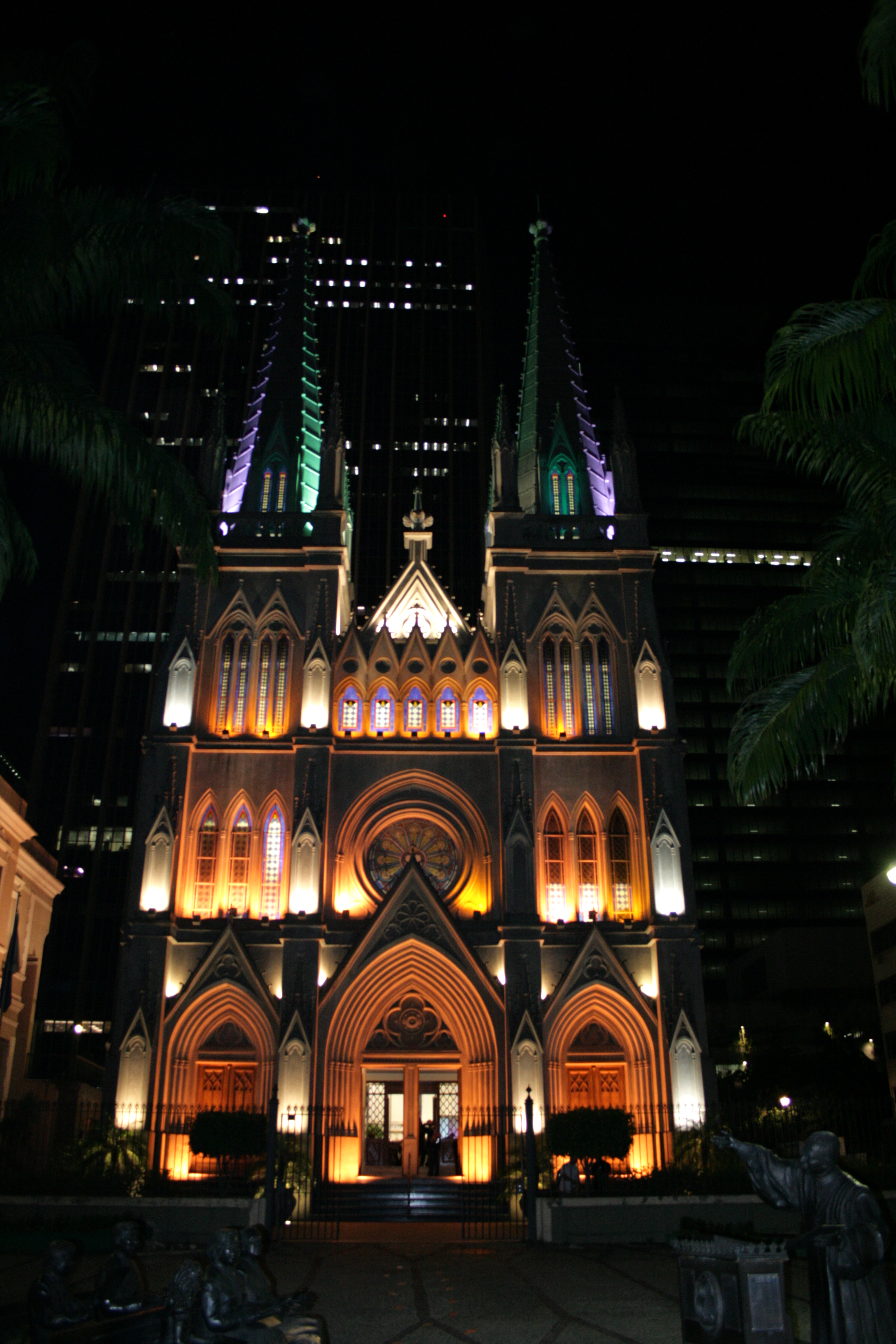
Cathédrale presbytérienne de Rio de Janeiro.

Le presbytérianisme est arrivé en Amérique latine au XIXe siècle.

#### Mexique
La plus grande Église presbytérienne est l'Église nationale presbytérienne du Mexique (Iglesia Nacional Presbiteriana de México), qui compte environ 2 500 000 membres et associés et 3 000 paroisses, mais il existe d'autres petites confessions comme l'Église presbytérienne réformée associée au Mexique, fondée en 1875 par l’Église réformée associée en Amérique du Nord, l'Église presbytérienne indépendante, l'Église réformée presbytérienne au Mexique ou l'Église presbytérienne conservatrice nationale au Mexique.

#### Brésil
Au Brésil, l'Église presbytérienne du Brésil (Igreja Presbiteriana do Brasil) compte environ 1 011 000 membres. Il existe plusieurs autres Églises presbytériennes au Brésil qui regroupent environ 350 000 membres. Parmi elles, l'église presbytérienne renouvelée au Brésil a été influencée par le mouvement charismatique et compte environ 131 000 membres. L'Église presbytérienne conservatrice a été fondée en 1940 et compte huit consistoires. L'Église presbytérienne fondamentaliste au Brésil a été influencée par Karl McIntire et l'Église presbytérienne biblique américaine et compte environ 18 000 membres. L'Église presbytérienne indépendante du Brésil, fondée en 1903 par le pasteur Pereira, compte 500 congrégations et 75 000 membres. L'Église presbytérienne unie au Brésil compte environ 4 000 membres. Il existe également des Églises presbytériennes coréennes dans le pays.
D'autres Églises de tradition réformée existent en outre au Brésil : l'église évangélique réformée au Brésil, qui est d'origine néerlandaise, les Églises réformées au Brésil, qui ont été créées récemment par les Églises réformées canadiennes avec l'Église réformée aux Pays-Bas (libérée), et les Églises congrégationalistes.

#### Belize
L'Église presbytérienne du Belize compte 14 paroisses et un séminaire réformé y a été fondé en 2004.

#### Autres états d'Amérique latine
Des Églises presbytériennes existent dans les autres pays d'Amérique latine, notamment au Pérou, en Bolivie, à Cuba, à Trinité-et-Tobago, au Venezuela, en Colombie, au Chili, au Paraguay, au Costa Rica, au Nicaragua et en Argentine, mais chaque fois avec peu de membres. Il y a probablement un peu plus de quatre millions de presbytériens en Amérique latine. Certains Latino-Américains d'Amérique du Nord sont actifs dans la branche presbytérienne du mouvement Cursillos de Cristiandad.

### Afrique
Le presbytérianisme est arrivé en Afrique dès le XVIIIe siècle mais surtout au XIXe siècle grâce au travail de missionnaires anglais, suisses, allemands ou écossais. Les Églises presbytériennes se sont beaucoup développées et sont maintenant présentes dans au moins 23 pays d'Afrique. Les plus importantes de ces Églises sont présentées ci-après.
Les Églises presbytériennes africaines incorporent souvent des ministères diaconaux, dont des services sociaux, des secours d'urgence et des hôpitaux mais aussi des écoles. Un certain nombre de partenariats existent entre les consistoires en Afrique et ceux de l’Église presbytérienne (États-Unis), notamment avec le Lesotho, le Malawi, l'Afrique du Sud, le Ghana et la Zambie. Par exemple, le consistoire de Lackawanna, situé dans le nord-est de la Pennsylvanie, a conclu un partenariat avec un consistoire au Ghana, ou bien l'église presbytérienne de Southminster, située près de Pittsburgh, a également établi des partenariats avec des églises au Malawi et au Kenya.

#### Nigeria
- L’Église presbytérienne du Nigeria a été fondée au XVIIIe siècle à la suite de l'expédition missionnaire de Mary Slessor et Hope Waddel dans cette région côtière des dix colonies britanniques. Elle est fortement implantée dans la plupart des États du sud de ce pays, notamment dans de l'État de Lagos, avec une plus forte densité dans les États du sud-est de ce pays dans les États de Cross River, de Rivers, d'Ebonyi et d'Abia. L’Église presbytérienne du Nigeria compte 3,8 millions de membres[26].

#### Kenya
- L'Église presbytérienne d'Afrique de l'Est (Presbyterian Church of East Africa, PCEA), basée au Kenya, compte 450 pasteurs et 4 millions de membres. Elle est née en 1891, quand les premiers missionnaires écossais se sont installés à Kibwezi, à environ 250 km de Mombasa avant de pousser plus loin vers l'intérieur des terres. Le premier kikuyu converti fut baptisé en 1907. En 1910, il y avait 53 chrétiens. Le nombre est passé à 5 369 en 1929. Peu après, une division est intervenue dans l'église entre ceux qui désapprouvaient les mutilations génitales féminines et qui estimaient que l'Église devait les combattre et ceux qui estimaient que le problème n'avait rien à voir avec l'Église. En 1908, l'Église d'Écosse commença un ministère auprès des Écossais disséminés au Kenya. Les parties européenne et africaine de l'église se séparèrent en 1936 puis se réunirent en 1956. La PCEA a joué un rôle important dans le progrès social et sanitaire du Kenya. Elle dispose désormais de trois hôpitaux et de plusieurs centres de santé, de deux écoles pour enfants sourds, d'un foyer pour personnes âgées et d'un foyer pour enfants démunis. Elle dirige en outre 700 écoles primaires et secondaires et des centres de formation au secrétariat ou aux travaux ménagers pour les filles. L'église gère aussi des centres communautaires, des projets de développement rural, des centres de tissage, des programmes de lutte contre le SIDA, des actions humanitaires en faveur des réfugiés. Elle poursuit son développement en liaison avec ses partenaires internationaux tels que l’Église d'Écosse, l'Église unie du Canada, l'Église presbytérienne (États-Unis) (PC (USA)), l'Église réformée en Amérique et l'Église presbytérienne en Irlande[27].

#### République démocratique du Congo
- Église du Christ au Congo, Communauté Presbytérienne au Congo (CPC) : forte de quelque 2,5 millions de membres et 672 pasteurs, la communauté presbytérienne du Congo a été fondée par la Mission presbytérienne américaine du Congo, qui a commencé à travailler à Luebo, dans la partie centrale du Congo (région du Kasaï) en 1891, qui reste son principal foyer aujourd'hui. En 1934, la Communauté du Congo s'est affiliée à l’Église du Christ au Congo. Très engagée dans l'humanitaire et le social, la CPC s'est engagée dans le travail de médiation entre les communautés lors des affrontements qui ont gravement touché le Kasai oriental et le Shaba de 1992 à 1994, et à nouveau en 1996, pour faciliter la réconciliation et aider à négocier les accords mettant fin à ces conflits[28].
- Église du Christ au Congo - Communauté presbytérienne de Kinshasa (CPK) : cette communauté, fondée en 1960, a été créée par des presbytériens originaires du Kasaï « montés » à la capitale. Elle s'est ouverte à d'autres protestants. Elle compte aujourd'hui 67 000 membres et 147 pasteurs et maintient des liens étroits avec les autres presbytériens de RDC. Elle fait également partie de l'Église du Christ au Congo[29].

#### Cameroun
- L'Église presbytérienne du Cameroun remonte à la présence de baptistes anglais sur le territoire dès 1845. À partir de 1884, le Cameroun passe sous l'autorité allemande et les missionnaires anglais sont remplacés par ceux de la Mission de Bâle. Une trentaine d'années plus tard, ils sont expulsés lorsque les Anglais reprennent le contrôle du Cameroun, ce qui laisse à elles-mêmes les jeunes communautés, qui poursuivent néanmoins leur développement et apprennent l'autonomie. L’Église devient autonome en 1957. Elle compte aujourd'hui 2 millions de membres et 457 pasteurs et a développé des communautés là où se trouve la diaspora camerounaise, notamment en Europe. L'Église gère plusieurs hôpitaux et centres de santé, avec une attention particulière apporté aux soins dans les zones rurales. Elle dirige aussi 23 écoles maternelles, 122 écoles primaires, 14 écoles secondaires, un collège de formation des enseignants, un centre de formation agricole et de formation professionnelle et une faculté de théologie, à Kumba[30].
- L'Église presbytérienne camerounaise est le fruit de la Mission presbytérienne américaine appuyée par Mission de Bâle depuis 1920, l'Église presbytérienne du Cameroun est devenue une église autonome en 1957. Au début du XXIe siècle, l'EPC est active sur l'ensemble du territoire national, y compris le nord du pays, qui est aujourd'hui un champ de mission. L'EPC est également active en Europe, notamment en France et en Suisse, et au Gabon voisin. L'EPC dirige 8 hôpitaux, 14 écoles maternelles, 32 écoles primaires et 11 écoles secondaires. L'ECP entretient des relations étroites avec l'Église presbytérienne (USA), son partenaire historique. Elle compte 1 800 000 membres et 500 pasteurs[31].

#### Ghana
- L'Église presbytérienne du Ghana : la Mission de Bâle a été la première à évangéliser au Ghana dès 1828. Après des débuts difficiles, la mission fut fermement établie en 1854 avec l'aide de chrétiens des Antilles. Un séminaire a été fondé et la langue twi a reçu une forme écrite. À la fin du XIXe siècle, la mission avait commencé à travailler avec les Asante. En 1917, les missionnaires de Bâle ont dû partir à cause de la guerre en Europe et l'Église d'Écosse a répondu à l'appel à l'aide de l'église réformée du Ghana, ce qui explique son nom actuel. Dans les années 1940, l'église a étendu ses activités aux régions du nord du pays. Elle compte aujourd'hui 565 637 membres[32].
- L'Église évangélique presbytérienne, Ghana (200 000 membres) a pour origine le travail, à partir de 1847, des missionnaires de la Société missionnaire de l'Allemagne du Nord (Mission de Brême), coopérant étroitement avec la mission de Bâle, pour évangéliser le peuple Ewe à l'est du Ghana actuel. Au début de la première Guerre mondiale, l'église comptait deux stations dans la colonie britannique de la Gold Coast et sept dans le territoire allemand du Togo. Après la partition du Togo allemand (effective dès 1914 et officielle en 1919), une partie de cette église s'est trouvée en territoire administré par le Royaume-Uni et l'autre partie en territoire administré par la France. En mai 1922, le premier synode de la mission s’est déclaré l’organe directeur suprême de l’Église ewe et a élu son premier modérateur. En 1923, des missionnaires écossais ont commencé à travailler au Togo britannique et, en 1929, la Société des missions évangéliques de Paris a pris le relais du Togo français. Pour des raisons pratiques, des synodes distincts ont dû être installés dans les deux territoires, mais les deux églises partagent la même constitution et organisent une réunion commune du synode tous les trois ans. En 1926, le nom de Ewe Hame (église ewe) fut changé en Église presbytérienne ewe (Ewe Presbyterian Church). En 1954, la partie ghanéenne de l'église a adopté le nom d'Église évangélique presbytérienne à la suite de l'expansion de l'église au-delà du pays ewe[33].

#### Afrique australe
- L'Église presbytérienne d'Afrique est présente en Afrique du Sud (6 consistoires), au Zimbabwe, en Zambie et au Malawi (1 consistoire dans chaque pays). Elle a été fondée en 1898 par le pasteur James Phambani Mzimba, se séparant de l’Église presbytérienne libre d’Écosse à cause de malentendus entre les pasteurs blancs et les pasteurs noirs. C'est l'une des plus anciennes Églises indépendantes en Afrique australe. En 1973, elle a reconnu qu'il n'y avait pas de base biblique pour rester une organisation ouverte aux seuls noirs. Elle compte 174 pasteurs et 3 380 000 membres[34].
- L'Église presbytérienne évangélique d'Afrique du Sud, anciennement connue sous le nom d'Église presbytérienne tsonga, est le résultat du travail de la mission suisse en Afrique du Sud qui a débuté en 1875 dans le nord du Transvaal. Le peuple Shangaan a été évangélisé par deux évangélistes basothos appuyés par la Société des missions évangéliques de Paris. Des stations missionnaires ont été ouvertes dans tout le nord et l'est du Transvaal, puis, en raison du développement de l'industrie minière et de l'exode rural l'accompagnant, dans le Witwatersrand près de Pretoria, dans l'État libre d'Orange et dans le Zululand. Le tsonga est la langue officielle de cette église qui compte 48 000 membres[35].
- L'Église unifiante en Afrique australe a été créée et constituée en 1999 par l'union de l'Église presbytérienne réformée en Afrique australe et de l'Église presbytérienne en Afrique australe. Ces deux églises remontent au XIXe siècle, l'une étant issue du travail des missions écossaises auprès des Africains et l'autre étant issue de la communauté anglophone (colons et soldats) installés au Cap à partir de 1820. La transition de Afrique du Sud vers la démocratie dans les années 1990 a facilité le processus d'union, ce qui donne une valeur hautement symbolique à cette union. L'Église compte 500 000 membres[36].

#### Malawi
Le Synode de Blantyre de l’Église presbytérienne d’Afrique centrale presbytérienne (CCAP), implanté au Malawi par les missionnaires écossais à la fin du XIXe siècle, qui ont fondé des églises telles que l'église St Michael & All Angels à Blantyre (Malawi). Elle compte 1 800 000 membres répartis dans quelque 800 congrégations locales.

#### Madagascar
L'Église de Jésus-Christ à Madagascar ou Fiangonan'i Jesoa Kristy eto Madagasikara (FJKM) est née grâce à plusieurs décennies de collaboration entre trois missions protestantes à Madagascar. Elle est officiellement née le 18 août 1968 par l'unification de trois Églises réformées : la plus grande ayant été fondée par la London Missionary Society, la deuxième par la Société des missions évangéliques de Paris et la troisième par la Société des Missions étrangères des Amis (aujourd'hui Paix et témoignage social quaker). La FJKM est une Église membre de la Communion mondiale d'Églises réformées et du Conseil œcuménique des Églises. Avec l'Église luthérienne malgache, elle forme la Communauté des Églises protestantes à Madagascar (FFPM). Avec les autres Églises chrétiennes de Madagascar, catholique, luthérienne et anglicane, elle forme la "Fiombonan'ny Fiangonana Kristianina Malagasy (FFKM)".

#### Afrique du Nord
Il existe un certain nombre d'Églises presbytériennes en Afrique du Nord :
- le Synode du Nil en Égypte
- l'Église presbytérienne du Soudan du Sud et Soudan, fondée en 1902 par des missionnaires américains à Malakal, privée de pasteur étrangers depuis 1962 par décision du gouvernement soudanais, a poursuivi son expansion. Elle est à présent la troisième Église chrétienne au Soudan avec 1 000 000 de membres, aujourd'hui partagés entre Soudan et Soudan du sud[38].
- L'Église évangélique presbytérienne du Soudan (Presbyterian Evangelical Church of the Sudan) a été fondée dans le nord du pays et à Khartoum fin XIXe siècle par les mêmes missionnaires américains mais laissée sous la direction de pasteurs évangéliques égyptiens d'origine copte[38].

### Asie

#### Corée du Sud
La première église protestante coréenne, l'église Sorae, a été fondée en 1884 par Suh Sang Ryun dans la province de Hwanghae. La même année, Allen, originaire de l'Église presbytérienne d'Amérique du Nord, arriva en Corée et créa une œuvre médicale. En 1885, le pasteur Horace G. Underwood arriva en Corée pour y ouvrir une mission presbytérienne en Corée. En 1901, le séminaire théologique de Pyung Yang (qui est actuellement le collège et le séminaire de théologie presbytérien coréen) a été créé. En 1907, le consistoire coréen (Dok Presbytery) fut organisé pour réunir tous les consistoires de Corée. Les sept premiers diplômés du séminaire théologique de Pyung Yang furent ordonnés comme pasteurs de l'église presbytérienne. Après l'indépendance, l'« Église presbytérienne de Corée (KoRyuPa) » se réclamait de la théologie réformée néerlandaise. Au XXIe siècle, une assemblée générale de l'Église orthodoxe presbytérienne de Corée (dont le fondateur est Ha Seung-moo) s'est déclarée être (en 2012) dans la filiation authentique presbytérianisme écossais de John Knox.
La Corée du Sud compte 15 millions de protestants, dont 9 millions sont presbytériens, répartis entre une centaine de confessions différentes. Les églises presbytériennes sont les plus influentes en Corée du Sud, avec près de 20 000 congrégations affiliées aux deux plus grandes confessions presbytériennes du pays.
La plupart des confessions presbytériennes coréennes portent le même nom en coréen, 대한 예수교 장로회, signifiant littéralement l’Église presbytérienne de Corée ou PCK. Ce nom remonte à l’Assemblée presbytérienne unie avant sa longue histoire de différends et de schismes. Le schisme presbytérien a commencé avec la controverse concernant le culte du sanctuaire japonais appliqué pendant la période coloniale japonaise et l'établissement d'une division mineure (Koryu-pa, later pa, plus tard l'église presbytérienne Koshin en Corée, Koshin 고신) en 1952. En 1953, le second schisme s'est produit lorsque l'orientation théologique du séminaire de Chosun (plus tard l'Université de Hanshin) fondée en 1947 a été contestée au sein de la PCK et que l'Église presbytérienne de la république de Corée (Kijang Kij) s'est séparé de la PCK. Le dernier grand schisme, en 1959, concernait la question de l'adhésion de la PCK au COE. La controverse a divisé le PCK en deux confessions, l'Église presbytérienne de Corée (Tonghap, 통합) et l'Assemblée générale de l'Église presbytérienne en Corée (Hapdong, 합동). Tous les grands séminaires associés à chaque confession revendiquent un héritage du théologique Pyung Yang. Le séminaire, par conséquent, non seulement l’université presbytérienne et le séminaire de théologie et l’université de Chongsin liés à PCK, mais aussi l’université Hanshin de PROK ont célébré leur centième promotion en 2007, 100 ans après les premiers diplômés du séminaire théologique de Pyung Yang.
Les confessions presbytériennes coréennes sont actives dans l'évangélisation et envoient beaucoup de missionnaires à l'étranger ; la Corée est la plus grande source de missionnaires au monde après les États-Unis. GSM, l'organe missionnaire de l'Assemblée générale « Hapdong » des Églises presbytériennes de Corée, est la plus grande organisation missionnaire presbytérienne de Corée. Il y a de nombreux presbytériens d'origine coréenne aux États-Unis, soit regroupés au sein d'églises coréennes, soit intégrés dans des églises préexistantes, comme en Australie, en Nouvelle-Zélande et même dans des pays musulmans tels que l'Arabie saoudite.

#### Taïwan
L'Église presbytérienne de Taïwan (PCT) est de loin la plus grande confession protestante de Taïwan, avec quelque 238 000 membres en 2009 (y compris la majorité des indigènes de Formose). Le pasteur James Laidlaw Maxwell a fondé la première église presbytérienne à Tainan en 1865. Son collègue George Leslie Mackay, de la Mission presbytérienne canadienne, a été actif à Danshui et au nord de Taïwan de 1872 à 1901 ; il a fondé la première université et l'hôpital de l'île et a écrit en langue minnan taïwanaise. Les missions anglaise et canadienne se sont regroupées sous le PCT en 1912. L'une des rares églises autorisées à opérer à Taïwan à l'ère de la domination japonaise (1895-1945), le PCT a connu une croissance rapide à l'ère de Guomindang (1949-1987), en partie grâce à son soutien à la démocratie, aux droits de l'homme et à l'indépendance de Taïwan. L’ancien président ROC Lee Teng-hui (en fonction en 1988–2000) est un presbytérien.

#### Inde

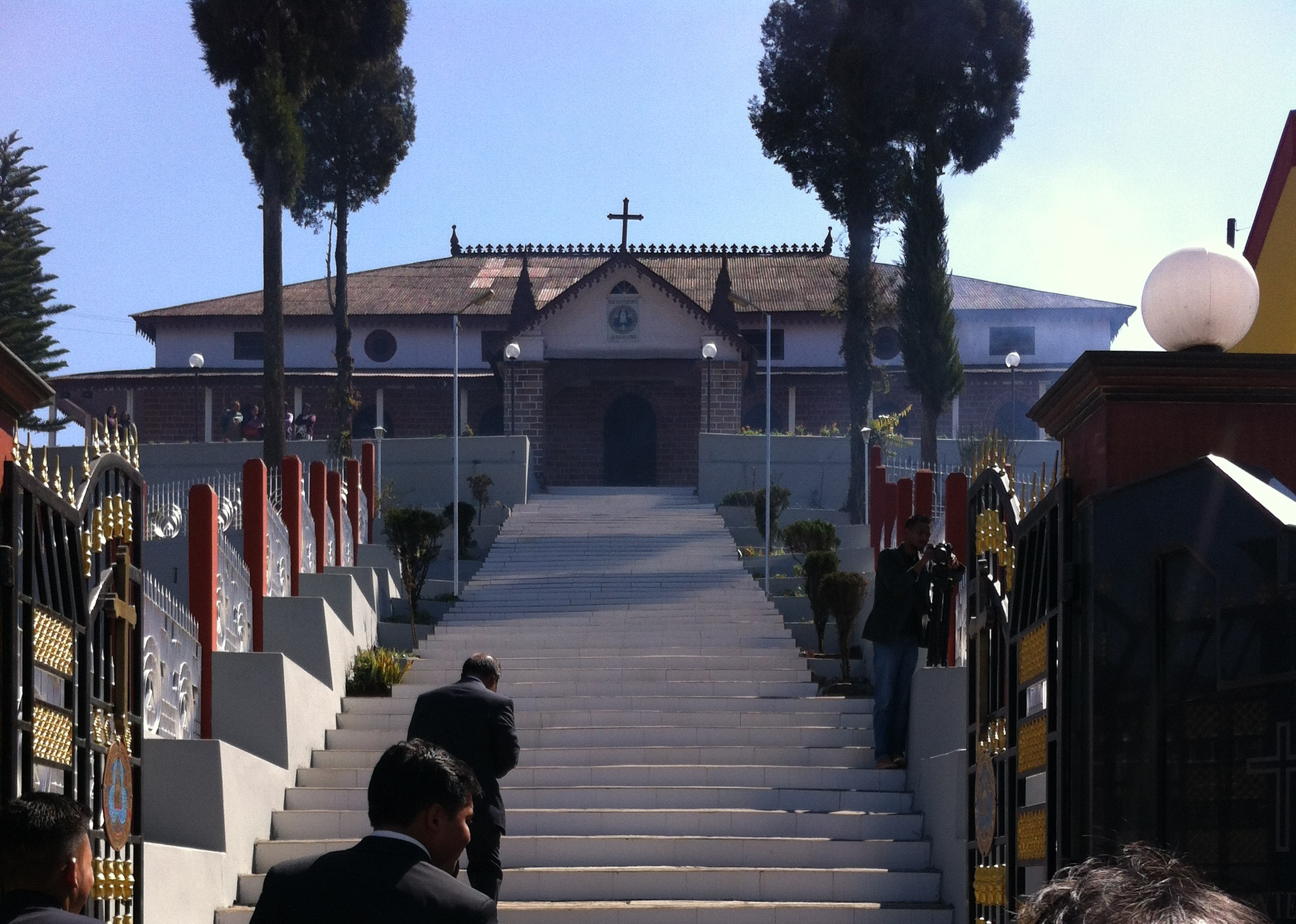
Église presbytérienne de Jowai, Inde.

Dans l'État indien majoritairement chrétien du Mizoram, le presbytérianisme est la première confession chrétiennes. Il y a été implanté par des missionnaires gallois à partir de 1894. Avant le Mizoram, les presbytériens gallois s'étaient aventurés dans le nord-est de l'Inde par les Khasi Hills (dans l'état actuel du Meghalaya) et y avaient établi de nombreuses églises presbytériennes à partir des années 1840. Par conséquent, il existe une forte présence presbytériens à Shillong (capitale du Meghalaya) et dans les zones adjacentes. L’Église presbytérienne en Inde a été intégrée en 1970 à l’Église unie de l’Inde du Nord (créée en 1924). C'est la plus grande confession presbytérienne en Inde.

### Océanie

#### Australie
En Australie, le presbytérianisme est la quatrième plus grande confession chrétienne avec près de 600 000 membres actifs d'après le recensement du Commonwealth de 2006. Des églises presbytériennes avaient été fondées dans chacune des colonies originelles, certaines en lien avec l'Église d'Écosse, d'autres avec l'Église libre, d'autres encore avec l'Église presbytérienne unie d'Écosse. En Nouvelle-Galles du Sud, cette implantation est due aux efforts du pasteur John Dunmore Lang, le futur homme politique australien, qui dut combattre les prétentions de l’Église d'Angleterre à être la seule église reconnue officiellement par l’État en Australie. La plupart de ces églises presbytériennes originelles ont fusionné entre 1859 et 1870 et, en 1901, elles ont formé une union fédérale appelée l'Église presbytérienne d'Australie, mais conservant leurs synodes d'État. L'Église presbytérienne d'Australie orientale représentant la tradition de l'Église libre d'Écosse et des congrégations de l'Église presbytérienne réformée d'Australie, originaires d'Irlande et implantées dans l’État de Victoria, sont les autres confessions d'origine coloniale présentes en Australie.
En 1977, les deux tiers de l'Église presbytérienne d'Australie, avec la plupart de l'Union congrégationaliste d'Australie et toute l'Église méthodiste d'Australasie, se sont regroupés pour former l'Église unifiante d'Australie (Uniting Church of Australia) qui compte aujourd'hui 350 000 membres actifs, soit 1 400 000 Australiens au total, ou 7 % de la population australienne, selon le recensement. Le troisième tiers, qui ne s’est pas uni, s'est déterminé en fonction de son attachement culturel à sa tradition propre, mais souvent aussi en fonction d'opinions théologiques ou sociales conservatrices. Alors que l'UCA autorise la consécration de femmes pasteurs, cette décision a été annulée en 1991 dans les églises conservatrices. La théologie de l'Église est maintenant généralement conservatrice et réformée. Un certain nombre de petites confessions presbytériennes ont vu le jour depuis les années 1950 par la migration ou le schisme.
L'Église unie s'est déclarée multiculturelle en 1985 et compte désormais plus de 150 congrégations de migrants d'Asie et du Pacifique et plus de 35 langues, y compris les langues autochtones. L'UCA a conclu des accords de partenariat avec 32 Églises en Asie et dans le Pacifique, en fonction de ses relations de mission de longue date comme de nouveaux partenariats de solidarité et d'action conjointe. Le Congrès chrétien unifiant des autochtones et des insulaires, une branche autochtone semi-autonome de l'église, a été créé dans les 1980 et dirige l'action de l'église auprès des Australiens autochtones. C'est l'une des plus grandes organisations autochtones du pays.
La plus grande agence nationale de l'UCA est Frontier Services, avec son réseau de desservants pour les disséminés (qui se déplacent parfois par avion) et ses services communautaires dans les zones reculées d'Australie, qui font de l'UCA une des organisations les plus visibles dans l'outback australien. En raison de sa dimension sociale, ce travail mené en liaison avec le Congrès autochtone reçoit un appui financier du gouvernement. L'église gère un vaste réseau national de services communautaires, appelé collectivement UnitingCare qui emploie plus de 70 000 personnes.

#### Nouvelle-Zélande

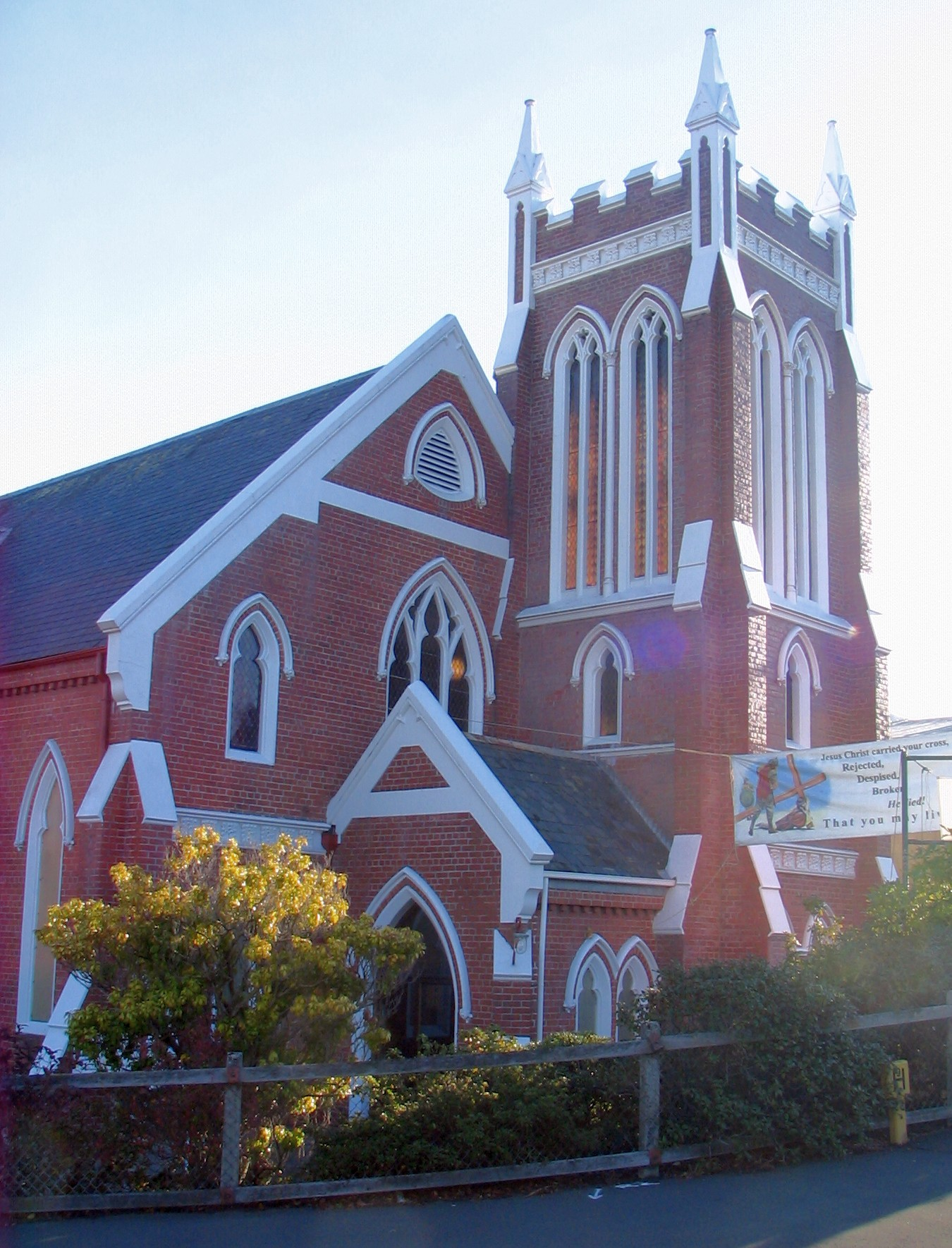
L’Église presbytérienne de Kaikorai, à Dunedin en Nouvelle-Zélande.

En Nouvelle-Zélande, le presbytérianisme est la principale confession en Otago et en Southland, en grande partie à cause du riche patrimoine écossais de ces régions.
À l'origine, il y avait deux branches du presbytérianisme en Nouvelle-Zélande, l'église presbytérienne du nord dans l'île du Nord et la partie de l'île du sud située au nord de la rivière Waitaki, et le synode d'Otago et de Southland fondée par des colons issus de l'Église libre d'Écosse (qui a existé de 1843-1900). Les deux Églises ont fusionné en 1901, formant ce qui est aujourd'hui l'Église presbytérienne d'Aotearoa Nouvelle-Zélande (PCANZ). Il existe également une église presbytérienne plus conservatrice appelée Grace Presbyterian Church of New Zealand qui compte dix-sept paroisses, dont les membres, pour la plupart, ont quitté le PCANZ qu'ils jugeaient trop libérale.
La PCANZ, qui est la troisième confession du pays, compte 29 000 membres actifs et 400 pasteurs.

#### Vanuatu
Le presbytérianisme a été introduit au Vanuatu par des missionnaires écossais. C'est le seul pays du Pacifique Sud à avoir une tradition et une présence presbytérienne importante. Avec 78 000 membres actifs et 200 pasteurs, l'Église presbytérienne du Vanuatu (Presbyterian Church in Vanuatu, PCV) est la plus grande confession du pays, avec environ un tiers de la population. La PCV est particulièrement fort dans les provinces de Tafea, Shéfa et Malampa. La province de Sanma est principalement presbytérienne avec une forte minorité catholique dans les régions francophones de la province. Il y a des presbytériens, mais pas d'églises presbytériennes organisées dans les provinces de Pénama et de Torba, toutes deux traditionnellement anglicanes. La PCV est un membre fondateur du Conseil chrétien du Vanuatu (VCC). Très présente dans les zones rurales, la PCV gère de nombreuses écoles primaires et une école secondaire.